# عبدالقادر طالب عمر
عبدالقادر طالب عمر (عربی: عبد القادر طالب عمر؛ زاده: ۱۹۵۱) سیاست‌مدار اهل صحرای غربی است. عمر یکی از رهبران جبهه پولیساریو است که از سال ۱۹۷۵ در تبعید در استان تندوف، الجزایر زندگی می‌کند.